# El Pueblito, Veracruz
El Pueblito är en ort i Mexiko.   Den ligger i kommunen Jilotepec och delstaten Veracruz, i den sydöstra delen av landet, 230 km öster om huvudstaden Mexico City. El Pueblito ligger 1 412 meter över havet och antalet invånare är 1 090.
Terrängen runt El Pueblito är lite bergig, och sluttar österut. Runt El Pueblito är det mycket tätbefolkat, med 3 369 invånare per kvadratkilometer. Närmaste större samhälle är Xalapa, 7,0 km söder om El Pueblito. I omgivningarna runt El Pueblito växer huvudsakligen savannskog.